# Герасимов Олександр Анатолійович (журналіст)
Олександр Анатолійович Герасимов (нар. 14 липня 1957, Суми, Українська РСР, СРСР) — радянський журналіст, телеведучий, діяч телебачення. У 1998—2001 та 2003—2004 роках обіймав посаду заступника генерального директора ВАТ «Телекомпанія НТВ». У період з 12 травня 2005 по 14 грудня 2011 року — головний редактор радіостанції « Сіті-FM».

## Життєпис
Народився 1957 року в місті Суми, Українська РСР. Навчався у Московському електротехнічному інституті зв'язку (закінчив у 1979 році) та факультет журналістики МДУ у 1989 році (не закінчив).
З 1979 року працював позаштатним співробітником програми «Час». З 1989 року Олександр Герасимов був співробітником ЦТ СРСР, з 1992 року — РДТРК «Останкіно», де обіймав посади редактора, кореспондента, оглядача програм «Час» та «Підсумки» з Євгеном Кисельовим (з 1992 року).
У 1993 році перейшов до новоствореної телекомпанії НТВ. Перші два роки працював браузером програми « Сьогодні», потім — ведучим програми «Сьогодні опівночі». Наприкінці 1996 року обійняв посаду першого заступника головного редактора, директора Служби інформації НТВ. Також з 1996 по 1997 рік був ведучим програми «Герой дня». З 1997 по 1998 рік був автором та ведучим щотижневої інформаційно-аналітичної програми «Рейтинг преси», а також з вересня 1997 року ведучим в ніч із п'ятниці на суботу щотижневої інформаційно-аналітичної програми «Опівночі з Олександром Герасимовим». Весною 1998 року був призначений заступником генерального директора НТВ Олега Добродєєва. Був директором Дирекції регіонального розвитку ВАТ «Телекомпанія „НТВ“». На цій посаді був куратором міжпрограмного оформлення та кореспондентських пунктів в інших містах. Крім цього, Герасимов займався репортажами та зйомкою документальних фільмів на військову та космічну тематику у телепроєкті «Нова історія».
У квітні 2001 року разом із групою провідних співробітників телекомпанії НТВ залишив телеканал у зв'язку з незгодою з інформаційною політикою нового керівництва телеканалу, але на ТВ-6, як більшість своїх колег, вирішив не йти.
З червня 2001 по лютий 2003 року працював заступником генерального директора ЗАТ "Телекомпанія REN-TV " з інформаційного та суспільно-політичного мовлення. Також був ведучим щоденного інформаційного тележурналу «24».
У лютому 2003 року повернувся на НТВ, де обійняв посаду заступника директора з інформаційного мовлення. З травня 2003-го по липень 2004 року Олександр Герасимов був ведучим авторської інформаційно-аналітичної програми «Особистий внесок» на тому ж телеканалі. Продовжував займатися історичним документальним кіно в рубриці «Нова історія» («Червона смерть», «Тож війна. Шпигуни Сталіна та Гітлера»). Автор ідеї (разом з Олексієм Венедиктовим) проєкту відеороликів «Народження перемоги», що транслювався в рекламних паузах на НТВ з травня 2004 по травень 2005 року. Остаточно пішов з НТВ у липні 2004 року — практично відразу після приходу на посаду генерального директора каналу Володимира Кулістикова, рішенням якого авторська програма Герасимова була закрита.
З 12 травня 2005 року — головний редактор радіостанції «Сіті-FM», що входить до медіа-холдингу «Газпром-Медіа».
З червня 2008 року обіймав посаду генерального директора ЗАТ «М-ПУЛ+», також був членом Громадської ради представників засобів масової інформації та громадських об'єднань при ГУВС у м. Москві.
14 грудня 2011 року звільнений з посади головного редактора радіостанції «Сіті-FM» та залишив посаду генерального директора ЗАТ «М-ПУЛ+». Про причини цього рішення не повідомлялося.
З 2012 по 2014 рік працював керівником інформаційного мовлення « Громадського телебачення Росії». У липні 2014 року залишив телеканал за власним бажанням, йому на зміну прийшов Костянтин Точілін.
В даний час проживає в Гейнсвіллі у США, де працює в компанії «Голос Америки» та веде авторську програму "Воно вам треба? ! " на однойменному інтернет-телеканалі.

## Родина
Дружина — Олена Приходько, психотерапевт, професор Міжнародного Університету Флориди. Від різних шлюбів — троє синів та донька.